# مسجد مانجالي
مسجد مانجالي (بالإنجليزية: Manjali Mosque) هو مسجد يقع في وسط مدينة أتيراو على ضفاف نهر الأورال في كازاخستان.

## البنيان
بدأ بناء المسجد في عام 1999 وافتُتح للاستخدام والصلاة في 5 مايو 2001 ويمكنه استيعاب 600 مصلٍ.

## الوصف
يحتوي المسجد على قبة كبيرة يبلغ ارتفاعها 23 مترًا. يبلغ قطرها الخارجي 7 أمتار وقطرها الداخلي 5 أمتار.
  يتكون من طابقين وقاعتين كبيرتين وغرف للصلاة للرجال والنساء وغرفة قراءة ومدرسة ومكتبة.
يحتوي المسجد على مئذنتين يبلغ ارتفاع كل منهما 20.7 مترًا، ارتفاع المنبر 3 أمتار مصنوع من الخشب عالي الجودة.